# Románia vallási élete
Az állandó lakosság vallási megoszlása Romániában a 2011-es népszámlálás szerint
Románia szekuláris állam, nincs államvallás. Az alkotmány 29. szakaszának (5) bekezdése szerint az egyházi szervezetek függetlenek az államtól. Ugyanakkor a Pew Research Center szerint 2018-ban Románia volt a legvallásosabb európai ország, a Gallup International 2019-es felmérése szerint, ahol a vallás fontosságára kérdeztek rá, Románia a második helyen állt Európában Málta után.
A 2011-es népszámlálás szerint a lakosság 86,45%-a (16 307 004 fő) ortodox keresztény, 4,62%-a (870 774 fő) római katolikus, 3,19%-a (600 932 fő) református, 1,92%-a (362 314 fő) pünkösdista, 0,8%-a (150 593 fő) görögkatolikus, 0,6%-a (112 850 fő) baptista. Romániában él muszlim kisebbség (0,34%) is, akik főleg Dobrudzsában élnek, és elsősorban törökök és tatárok alkotják. Az ateisták (0,11%), agnosztikusok, vallástalanok (0,1%) kis létszámot képviselnek. Az Apostoli Szentszék hivatalos kiadványa, az Annuario Pontificio ugyanerre az időszakra 1 193 806 római katolikus hívőt közöl, azaz 165 405 fővel többet, mint a népszámlálási adat.
Az egyházügyi államtitkárság adatai szerint 2015. december 31-én Romániában 27 384 vallási épület létezett. Ezek közül 16 403 (59,9%) a román ortodox egyházhoz, 2925 (10,7%) a pünkösdista egyházhoz, 1632 (5,96%) a római katolikus egyházhoz, 1571 (5,74%) a baptista szövetséghez, 1352 (4,94%) a református egyházhoz, 1269 (4,63%) a hetednapi adventista egyházhoz tartozott. 1989 és 2015 között 8413 új vallási épületet (templom, kápolna, imaház, mecset, zsinagóga) emeltek, további 1571 épülőfélben volt 2015 végén. A legtöbb új létesítmény ortodox, ezzel együtt még mindig az ortodox egyháznál a legnagyobb az egy vallási épületre jutó hívők száma.
A 2019-es állami költségvetésben 145,56 millió lejt irányoztak elő templomépítésre, és 660,84 millió lejt az egyházi személyek fizetésének támogatására.

## Történelmi áttekintés
Románia területén a kereszténység eredetét az ókeresztény korra vezetik vissza, de története homályos a római közigazgatás 271-ben történt visszavonulása után. Annyi bizonyos, hogy a területen egyaránt tevékenykedtek latin és bizánci misszionáriusok. Neagu Djuvara szerint a kereszténység felvétele két szakaszban történt: először még a római közigazgatás megszűnése előtt; az egyház megszervezése azonban csak utóbb, bolgár közvetítéssel. Ezt alátámasztja az is, hogy a román nyelvben a kereszténységgel kapcsolatos alapszókincs latin eredetű, míg az egyházi tisztségeké és szertartásoké bolgár vagy görög eredetű.
Havasalföldön és Moldvában egy ideig párhuzamosan fejlődött a katolikus és ortodox egyház. Havasalföldön 1382-ben még létezett a katolikus sörényi püspökség, de Miklós Sándor már 1359-ben megalapította a konstantinápolyi ortodox patriarchátus alá tartozó havasalföldi metropóliát. Moldvában a milkói püspökség 1512-ben szűnt meg, de az ortodox metropólia az 1380-as években már létezett, és 1401-ben a konstantinápolyi pátriárka is elismerte.
A 14. századtól kezdve az ortodox egyház kiemelt jelentőségre tett szert a két fejedelemség életében; számos kolostor épült, amelyek fontos szerepet játszottak a kulturális életben is. A fejedelmek adományokkal támogatták az Athosz-hegyi és Sínai-hegyi kolostorokat valamint a konstantinápolyi, antiochiai, jeruzsálemi patriarchátusokat. A fejedelem és az ortodox egyházfő szoros kapcsolatban állt egymással; konfliktus esetén az uralkodó akarata érvényesült.
Erdélyben a katolikus püspökséget Szent István király alapította 1009-ben. A lutheranizmus és kálvinizmus, utóbb az unitárius vallás megjelenésével a katolikus egyház teret vesztett, és csak az ellenreformáció során erősödött meg ismét. 
Az 1568-as tordai országgyűlés kinyilvánította a katolikus, a lutheránus, a kálvinista és az unitárius felekezet egyenjogúságát; az ortodox vallás megtűrtnek számított. 1697-ben, az addig ortodox románok csatlakozásával a katolikus egyházhoz, azaz a román görögkatolikus egyház megalakulásával a katolikusok számaránya ismét megnövekedett. Erdélyben az  ortodox egyház elismerésére csak a 18. század végén, a Habsburg uralom alatt került sor.
1859-ben, a Havasalföld és Moldva egyesülése utáni első népszámláláskor az ország túlnyomó többsége (94,89%) ortodox volt, mellettük zsidók (3,03%), katolikusok (1,02%), protestánsok (0,65%) éltek az országban; az egyéb vallásúak aránya fél százalék alatt volt. Az 1877–1878-as háború nyomán függetlenné vált Román Királyság a San Stefanó-i békekötés alapján megkapta Észak-Dobrudzsát, így az ország muszlim lakosságának aránya az 1859-es 0,03%-ról 1899-re 0,75%-ra növekedett. Az első világháborút követően az immár Erdélyt is magában foglaló Romániában a lakosság vallási összetétele megváltozott: 1930-ban ugyan még mindig az ortodox egyház hívei voltak többségben, de már csak 72,6%-os súllyal, ezzel párhuzamosan megjelentek az országban a görögkatolikusok (7,90%), és növekedett a római katolikusok (6,83%), hagyományos protestáns felekezetek (6,53%) illetve izraeliták (4,19%) aránya.

## Jogi háttér
Románia alkotmányának 29. szakasza rendelkezik a gondolat, a véleménynyilvánítás és a vallás szabadságáról. Egyben tartalmazza azt is, hogy az egyházak függetlenek az államtól, és az állam támogatását élvezik.
A részletes szabályozás a 489/2006 törvényben található, amely kimondja, hogy Romániában nincs államvallás, az állam semleges a vallási meggyőződésekkel és ateista ideológiákkal szemben. A jogszabály megkülönbözteti az egyházakat, vallási egyesületeket és vallási csoportokat. A vallási egyesületet a kormány egyházzá minősítheti a kultuszminisztérium  javaslatára; ennek előfeltétele, hogy az egyesület legalább 12 éve folyamatosan működjön az ország területén és az ország lakosságának legalább 0,1%-a csatlakozott hozzá. Az elismert egyházi státust a kormány a kultuszminisztérium javaslatára visszavonhatja, amennyiben  az egyház súlyosan veszélyezteti a közrendet, közbiztonságot, közegészségügyet, közerkölcsöt vagy az alapvető emberi szabadságjogokat. 2019-ben az országban 18 egyház működött.
Az egyházak finanszírozása elsősorban a hívők adományain alapul, de kérésre állami támogatásban részesülnek a hívők számával arányosan, és a „reális szükségleteknek megfelelően”. Az állam által elismert 18 egyház közül a baptista szövetség, a hetednapi adventista egyház és a Jehova Tanúi nem folyamodtak támogatásért. A vallásgyakorlás nyelvét az egyház szabadon választja meg. Az állammal való kapcsolattartás nyelve román, és a számviteli nyilvántartásokat román nyelven is el kell készíteni.
A vallási egyesületek legalább 300 személy által vallásgyakorlás céljából létrehozott jogi személyek; regisztrációjukat a helyileg illetékes bíróság végzi az egyházügyi államtitkárság jóváhagyása alapján. A regisztrációhoz szükség van a tagok azonosító adataira és aláírására. Állami támogatásban nem részesülnek, de adókedvezményekben igen. 2019-ben 36 bejegyzett vallási egyesület létezett az országban.

## Vallásszabadság
Az Amerikai Egyesült Államok külügyminisztériumának 2018-as jelentése megállapította, hogy az alkotmány tiltja a vallásszabadság korlátozását, valamint azt, hogy egyéneket rákényszerítsék a meggyőződésükkel ellentétes vallás támogatására. A jelentés kitér több, a gyakorlatban tapasztalt hiányosságra:
- A kisajátított egyházi javak visszaszolgáltatása lassan halad, főképpen a görögkatolikus egyház és a zsidó közösség(wd) esetében. A 2018. év folyamán a kormány 609 visszaszolgáltatási kérelmet utasított el és 52-t hagyott jóvá.
- A vallásos csoportok diszkriminációnak tartják a vallási egyesületeknek előírt 300 fős minimális létszámot, illetve a tagok adatainak listázását, mivel más típusú egyesületek alakításához csak három tag megléte szükséges, és nem kell megadni a tagok adatait.
- A kisebbségi vallásos csoportok szerint az országos és helyi hatóságok előnyben részesítik az ortodox egyházat. A különböző állami ünnepségekre jellemzően csak az ortodox egyház képviselőit hívják meg; a tábori lelkészek egy kivétellel mind az ortodox egyházhoz tartoznak.
- Az ortodox papok és hívők zaklatják a kisebbségi vallásos csoportokat, és nem biztosítják számukra a saját vallási előírásaik szerinti temetkezés lehetőségét.
- Az iskolákban a hittantanítást választó gyermekek aránya közel 90%, ami a média, a civil szervezetek és szülői egyesületek szerint részben az ortodox egyház nyomásának, részben az iskola által felkínált alternatívák hiányának tulajdonítható.
- A helyi hatóságok továbbra is utcákat, intézményeket, iskolákat neveznek el a náci idők antiszemita háborús bűnöseiről (például Ion Antonescu marsallról), és szobrot állítanak nekik.
- A média jellemzően veszélyesnek ábrázolja a muszlim menekülteket a vallásuk miatt.[25]

## Statisztikai adatok
Az EU Bizottság 2005-ös felmérése szerint a népesség 40%-a ateista vagy agnosztikus, de a lakosok többsége megtartja a főbb ünnepeket és szentségeket (keresztelés, házasságkötés, temetés, húsvét/pészah, karácsony, purim stb.), mivel ezek a rituális szokások a történelmi identitásuk részét képezik.
2008-ban a román lakosság 19%-a jelölte meg a hitet a lehetséges négy válasz közül a következő kérdésre: "A következő értékek közül, melyik a legfontosabb az ön szerinti boldogsághoz?" Ez a harmadik legmagasabb arány a Ciprusi Köztársaság (27%) és Málta (26%) után, azonos helyen Törökországal. Az EU-27 átlaga 9% volt. A Soros Alapítvány tanulmánya szerint az ország lakosságának több mint háromnegyede vallásosnak tartja magát, leginkább a vidékiek, a nők, az idősebbek és az alacsony jövedelműek.
Egy 2015-ös felmérés szerint a román lakosság 96,5%-a hisz Istenben, 84,4%-a a szentekben, 59,6%-a a mennyország létezésében, 57,5%-a a pokol létezésében és 54,4%-a a halál utáni életben. 83%-uk megtartja a vasárnapot és vallási ünnepeket, 74,6%-uk imádkozik amikor elhalad egy templom mellett, 65,6%-uk rendszeresen imádkozik, 60,2%-uk megszentelteti a vagyontárgyait (ház, autó stb.) és 53,6%-uk adakozik rendszeresen az egyháznak. A magát vallásosnak tartók 37,8%-a csak nagy ünnepeken jár templomba, 25,4%-a hetente egyszer (leginkább vasárnap), 18,9%-a havonta egyszer, 10,2%-a évente egyszer vagy ritkábban, 3,4%-a nem jár templomba, 2,7%-a hetente több alkalommal, és csak 0,9%-a naponta.
| Elismert egyházak                                   | Elismert egyházak     | Elismert egyházak     | Elismert egyházak     |
| Megnevezés                                          | Hívek/állandó lakosok | Hívek/állandó lakosok | Hívek/állandó lakosok |
| Megnevezés                                          | 1992                  | 2002                  | 2011                  |
| Kereszténység                                       | Kereszténység         | Kereszténység         | Kereszténység         |
| Ortodoxia                                           | Ortodoxia             | Ortodoxia             | Ortodoxia             |
| --------------------------------------------------- | --------------------- | --------------------- | --------------------- |
| Román ortodox egyház                                | 86,81                 | 86,79                 | 81,04                 |
| Temesvári Szerb Ortodox Egyházkerület               | n.a.                  | n.a.                  | 0,07                  |
| Romániai óhitű ortodox egyház                       | 0,14                  | 0,17                  | 0,16                  |
| Katolicizmus                                        |                       |                       |                       |
| Római katolikus egyház                              | 5,09                  | 4,73                  | 4,33                  |
| Román görögkatolikus egyház                         | 0,98                  | 0,88                  | 0,75                  |
| Romániai örmény katolikus ordináriátus              | n.a.                  | n.a.                  | 0,00                  |
| Protestantizmus                                     |                       |                       |                       |
| Romániai református egyház                          | 3,52                  | 3,23                  | 2,99                  |
| Romániai pünkösdista egyház                         | 0,97                  | 1,49                  | 1,80                  |
| Romániai Baptista Unió                              | 0,48                  | 0,58                  | 0,56                  |
| Romániai hetednapi adventista egyház                | 0,34                  | 0,43                  | 0,40                  |
| Magyar Unitárius Egyház                             | 0,34                  | 0,30                  | 0,29                  |
| Romániai Jehova Tanúi Közössége                     | n.a.                  | n.a.                  | 0,25                  |
| Romániai Ágostai Hitvallású Evangélikus Egyház      | 0,17                  | 0,04                  | 0,03                  |
| Romániai Evangéliumi Keresztény Egyházak Szövetsége | 0,12                  | 0,20                  | 0,21                  |
| Romániai Evangélikus-Lutheránus Egyház              | 0,09                  | 0,12                  | 0,10                  |
| Román evangélikus egyház                            | n.a.                  | 0,08                  | 0,08                  |
| Egyéb                                               |                       |                       |                       |
| Romániai iszlám muftiátus                           | 0,25                  | 0,31                  | 0,32                  |
| Romániai Zsidó Hitközségek Szövetsége               | 0,04                  | 0,02                  | 0,02                  |
| Más vallásúak és vallástalanok                      |                       |                       |                       |
| Más vallásúak                                       | 0,25                  | 0,41                  | 0,15                  |
| Ateisták                                            | 0,05                  | 0,03                  | 0,10                  |
| Vallás nélküliek                                    | 0,11                  | 0,05                  | 0,09                  |
| Nem válaszol / nem áll rendelkezésre adat           | 0,04                  | 0,05                  | 6,26                  |

## Kereszténység
A régészeti feltárások tanúsága szerint Románia területén a kereszténység a 3–4. században kezdődött Moesia Inferior római provinciában. A hagyomány Szent András apostolt tartja a kereszténység elterjesztőjének; ő az ország védőszentje, és emléknapja nemzeti ünnep.

### Ortodox kereszténység
A legelső írásos forrás, amely alátámasztja egy ortodox egyházi hierarchia meglétét a mai Románia területén, egy 1234-es dokumentum, amelyben IX. Gergely pápa azt tanácsolja IV. Béla magyar királynak, hogy terelje vissza a Kunországbeli oláhokat (Walati) a kun katolikus püspök alá. A román ortodox egyház a 19. század végéig a konstantinápolyi ortodox egyház része volt. Az egyház 1865-ben jelentette be autokefáliáját, amelyet a konstantinápolyi pátriárka 1885-ben ismert el. 1948-ban a román görögkatolikus egyház megszüntetésekor a hívők és az egyház vagyona az ortodox egyházhoz kerültek át.
Lucian Boia történész szerint az egyház (mint az ortodox egyházak általában) kevésbé aktív a szociális szférában és a közéletben, mint a nyugati egyházak, de „mindig tisztelettel viseltetett a politikai rezsimek iránt, beleértve az ateista kommunizmust is.” Másrészt „valamennyi ortodox keresztény egyház közül a román ortodoxia maradt máig a legnyitottabb a Nyugat felé;” 1999-ben, amikor II. János Pál pápa elfogadta Teoctist pátriárka meghívását, első ízben látogatott el pápa egy ortodox országba.
A hívők számát tekintve a román ortodox egyház a világon a negyedik legnagyobb. Az egyházhoz az országban hat metropólia, tizenhárom érsekség és tizenöt püspökség tartozik.  A hívők nagy többsége (96,46%) román anyanyelvű. Az ortodox egyházhoz tartozik a románok többsége (93,67%-uk), és többségi vallás az országban lakó macedónok, görögök, cigányok, ukránok valamint örmények között is.
A szerbek, bolgárok és lipovánok többsége szintén ortodox keresztény, de többnyire a saját egyházukhoz tartoznak.

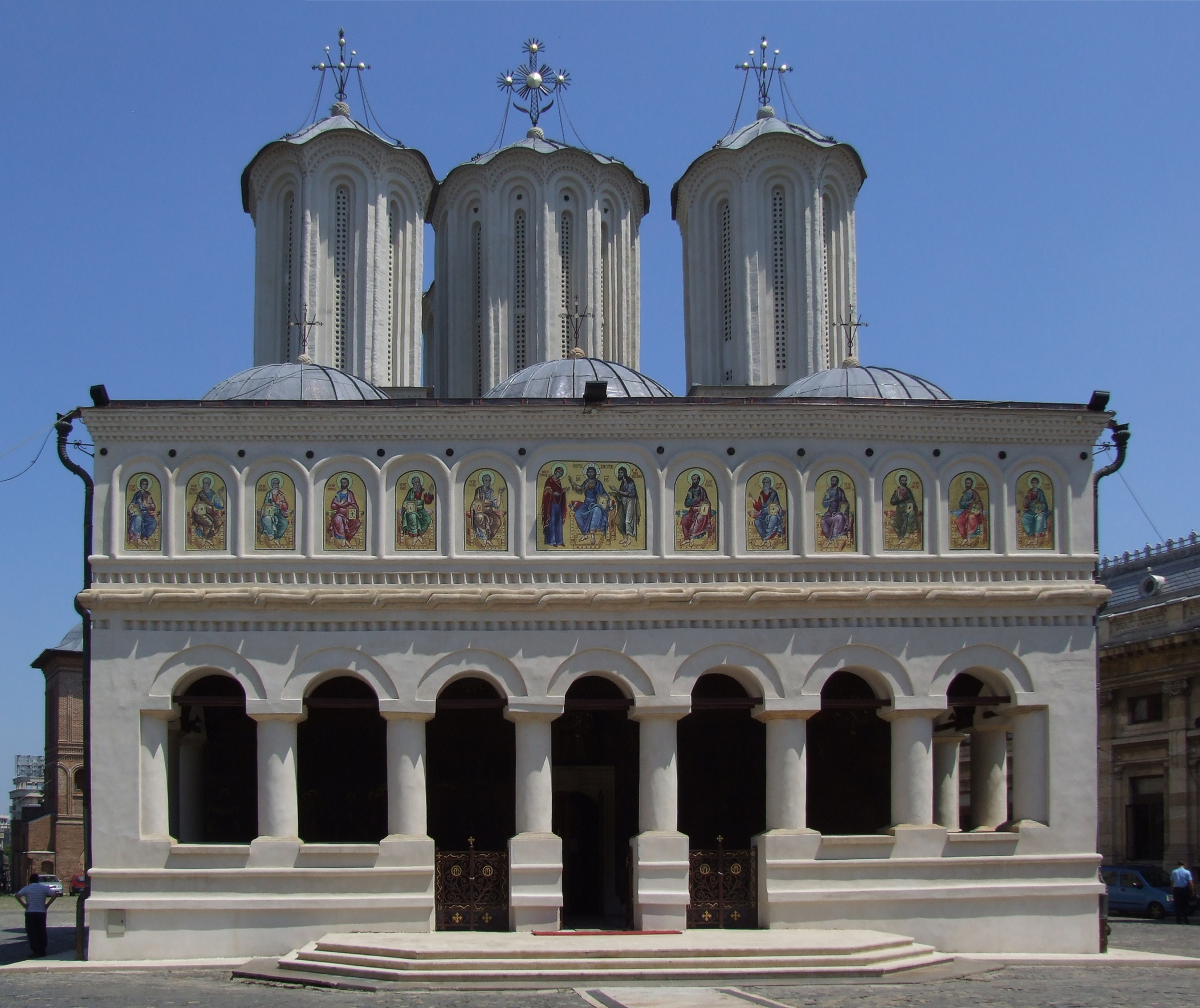
A jelenlegi ortodox főszékesegyház
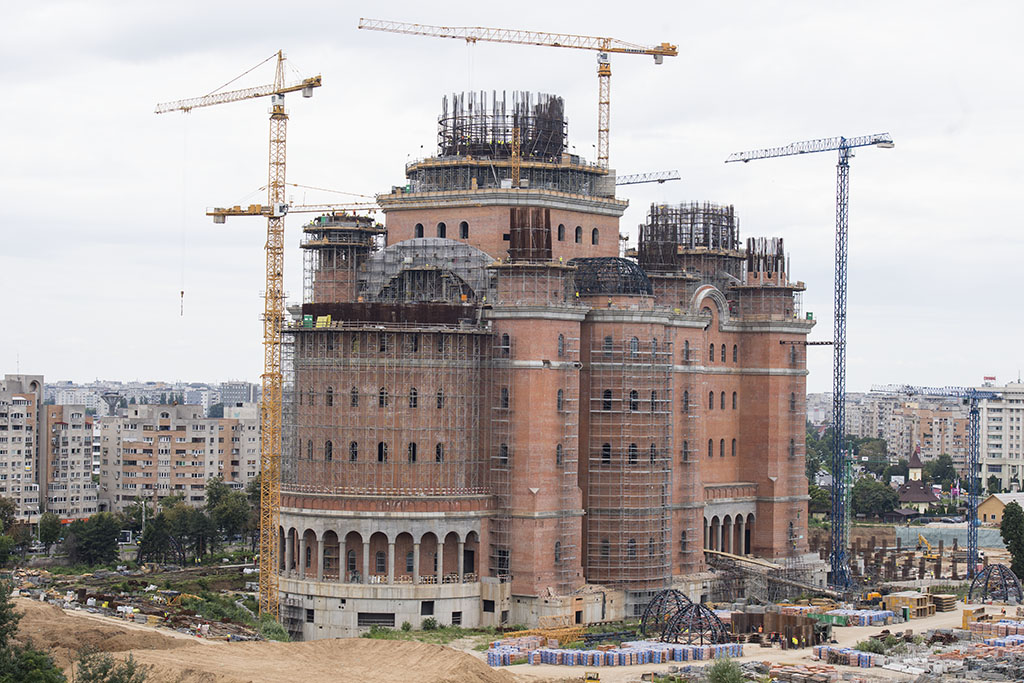
Az épülő Nemzet megváltása székesegyház
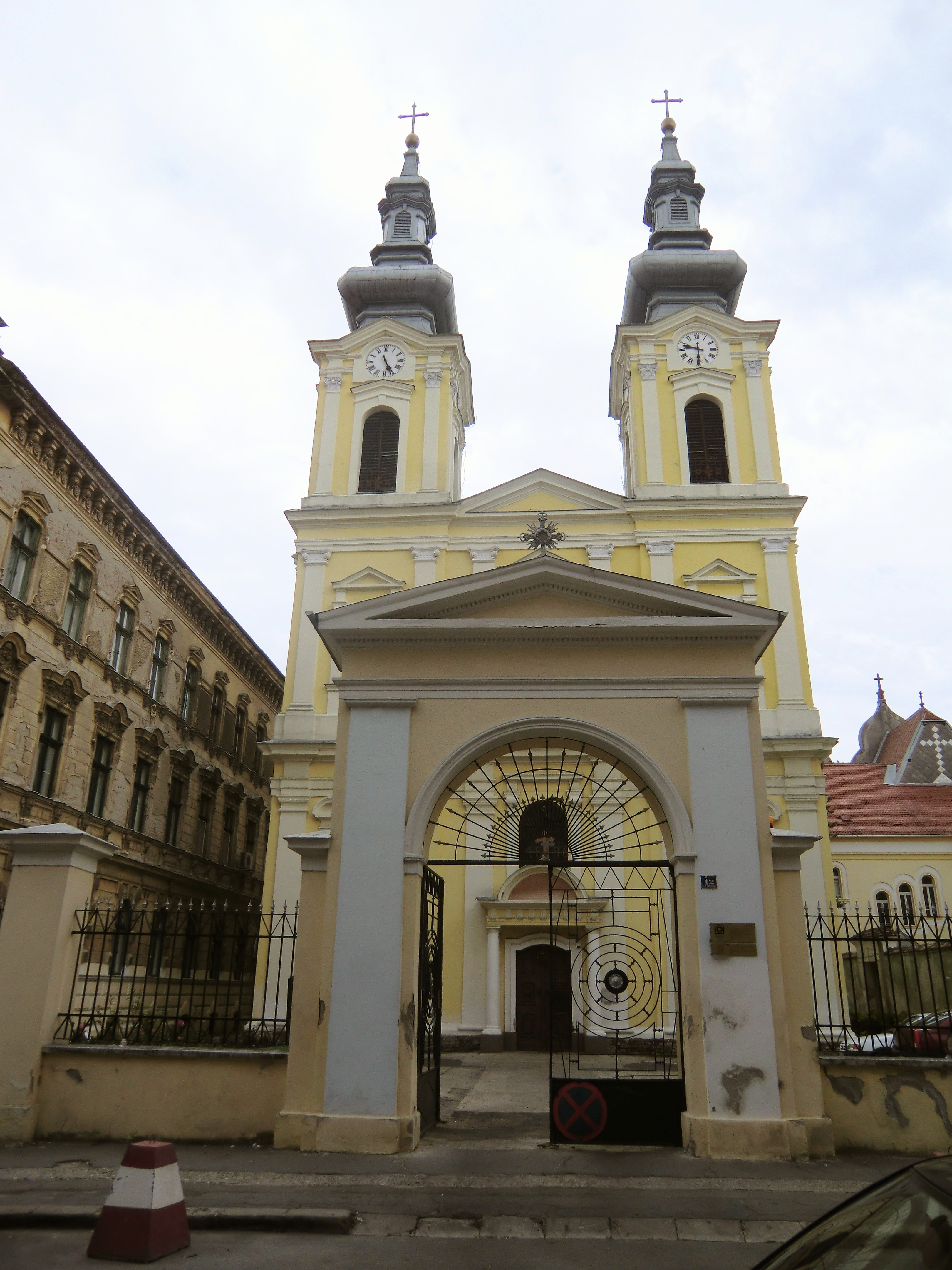
A temesvári szerb ortodox katedrális
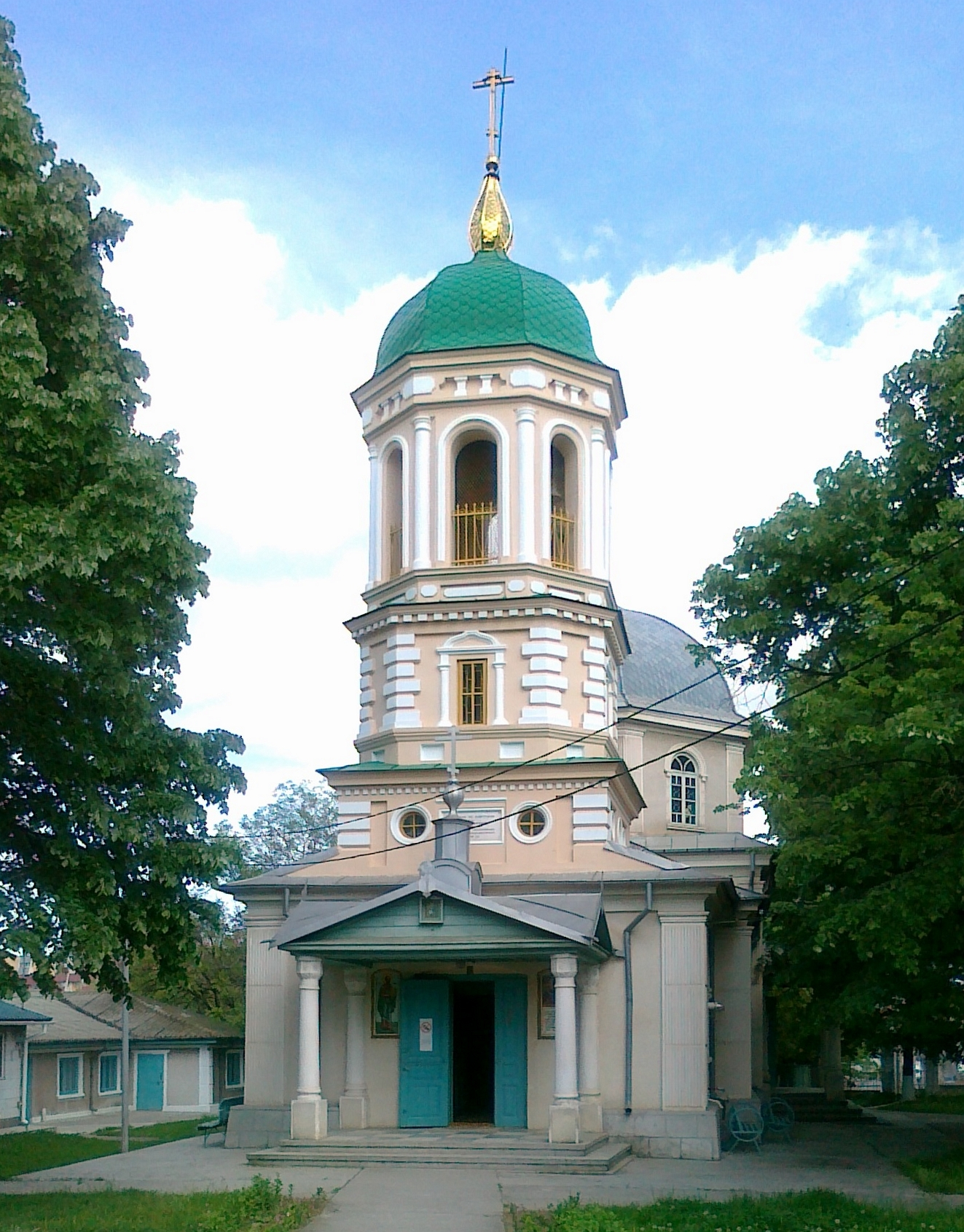
Lipován templom Tulceán

### Katolicizmus
Az országban 2 érseki tartományban 2 római katolikus főegyházmegye és négy egyházmegye található; a legrégebbi a gyulafehérvári főegyházmegye, amelyet Szent István alapított 1009-ben. Az örmény katolikus ordináriátus külön egyházmegyét alkot, de az élén álló apostoli kormányzó személye megegyezik a gyulafehérvári római-katolikus érsek személyével.
A legtöbb római katolikus Erdélyben lakik (főképpen Hargita és Kovászna megyékben), valamint egyes moldvai megyékben (Bákó, Neamț és Iași).
A történelem folyamán a latin rítusú katolikus egyház tagjai főként magyarok és németek voltak. A 2011-es népszámlálás adatai szerint a magát katolikusnak valló 870 774 személy 57,47%-a magyar, 34,14%-a román, 2,45%-a német és 2,39%-a cigány. Az országban lakó horvátok 97,69%-a, a lengyelek 91,03%-a, az olaszok 76,52%-a, a csángók 68,62%-a, a szlovákok 67,75%-a, a bolgárok 65,98%-a, a németek 59,16%-a és a magyarok 40,7%-a római katolikus. A románok közül csak 1,77%, a cigányok közül csak 3,35% római katolikus.
A román görögkatolikus egyház 1697-ben jött létre, amikor az erdélyi ortodox románok elismerték a pápa fennhatóságát. Az egyház személyiségei voltak az elsők, akik a román kultúrát a nyugatihoz közelítették, és fontos szerepet játszottak a román nemzeti kultúra kialakulásában. A görögkatolikus egyház egyetlen érseki tartományát egy főegyházmegye és öt egyházmegye alkotja.
A 2011-es népszámlálás során 150 593 fő vallotta magát görögkatolikusnak, ezek többsége román (82,72%), a többiek magyarok (10,72%) illetve cigányok (4,32%).

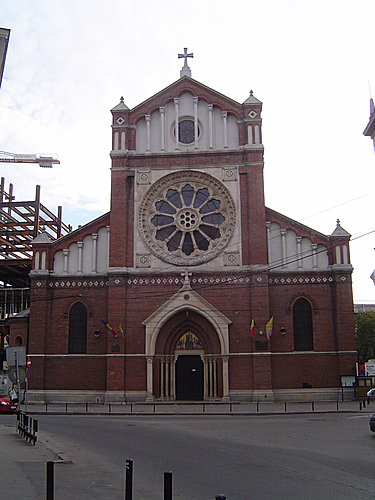
A bukaresti Szent József-székesegyház
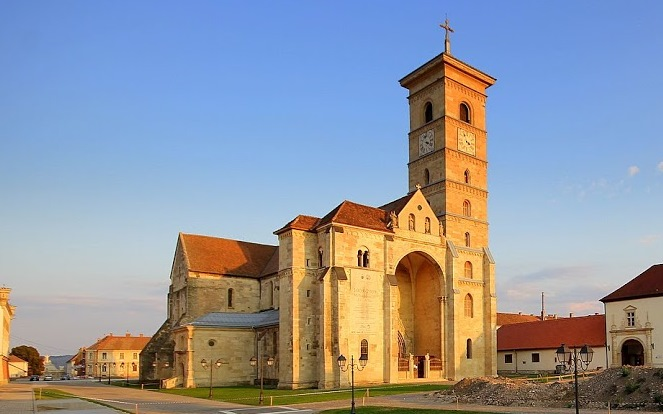
A gyulafehérvári érseki székesegyház
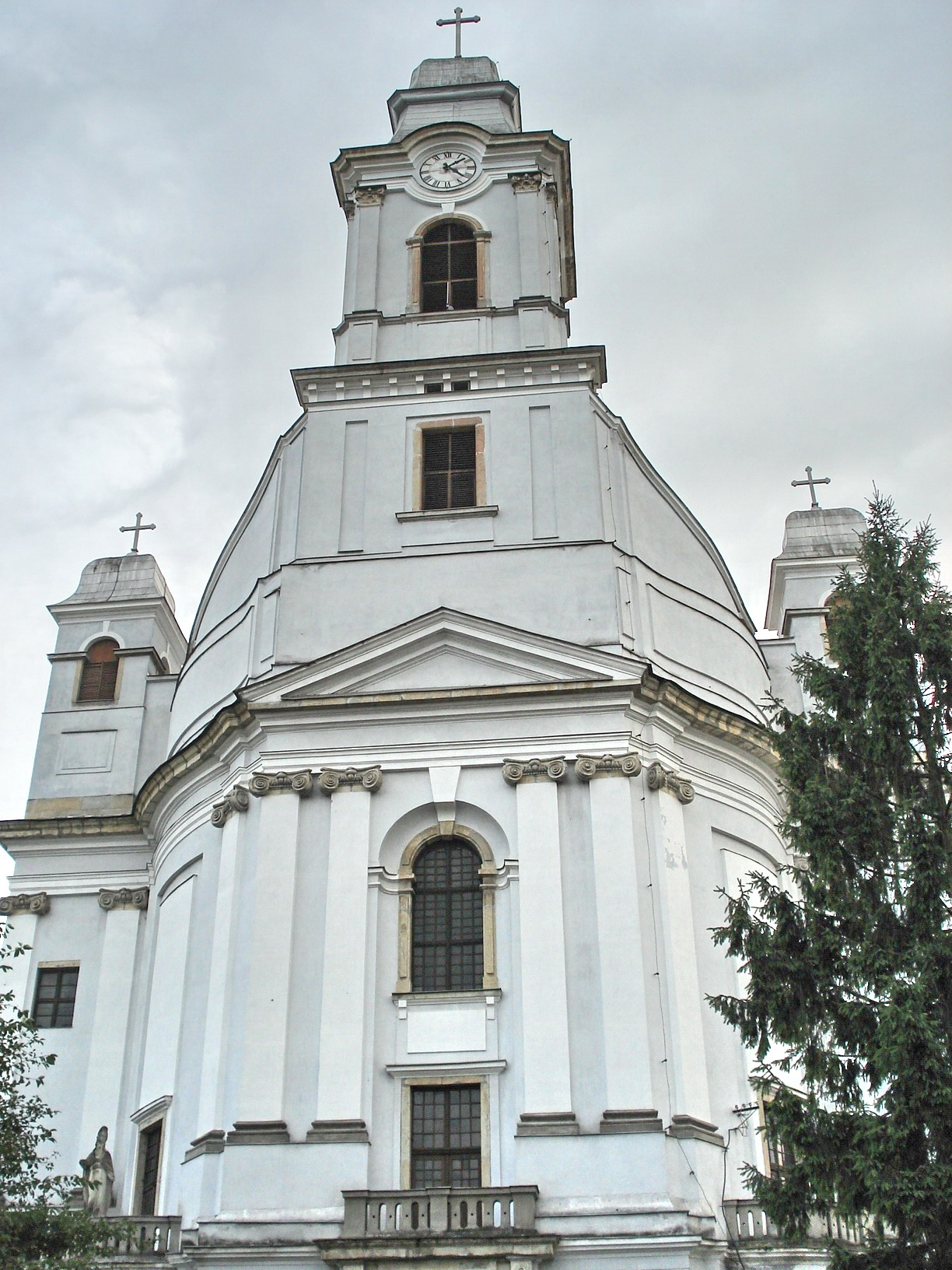
A szamosújvári örmény katolikus székesegyház(wd)
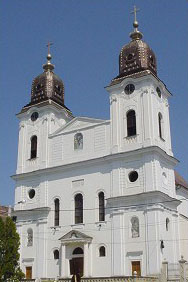
A balázsfalvi görögkatolikus érseki székesegyház

### Protestantizmus
A 2011-es népszámlálás során a lakosság 6,2%-a vallotta magát valamely protestáns felekezethez tartozónak. Erdélyben a református, lutheránus és unitárius felekezetek az 1568-as tordai országgyűlés óta bevett vallásnak számítottak. A 19. századtól kezdve az új protestáns felekezetek (pünkösdista, baptista, hetednapi adventista, Jehova Tanúi, evangéliumi kereszténység) is teret nyertek Romániában. A rendszerváltást követően az új felekezetek számos új templomot illetve imaházat építettek, többet, mint az őket létszámban sokszorosan meghaladó ortodox egyház.
A két legnagyobb lélekszámú protestáns egyház a református (2,99%) és a pünkösdista (1,8%). A baptisták aránya a teljes népességből 0,56%, a hetednapi adventistáké 0,4%, az unitáriusoké 0,29%, az evangélikus keresztényeké 0,16%. A két lutheránus egyház együttesen 0,13%-ot tesz ki, ebből a Romániai Evangélikus-Lutheránus Egyház 0,1%-ot, az Romániai Ágostai Hitvallású Evangélikus Egyház pedig 0,03%-ot. (1930-ban a lutheránusok aránya még 2,21% volt; ez a romániai németek kivándorlásával drasztikusan csökkent). A reformátusok, unitáriusok és evangélikus-lutheránusok többsége magyar, a pünkösdisták, baptisták, hetednapi adventisták és evangéliumi keresztények többségükben románok, az ágostai hitvallású evangélikusok többsége német.

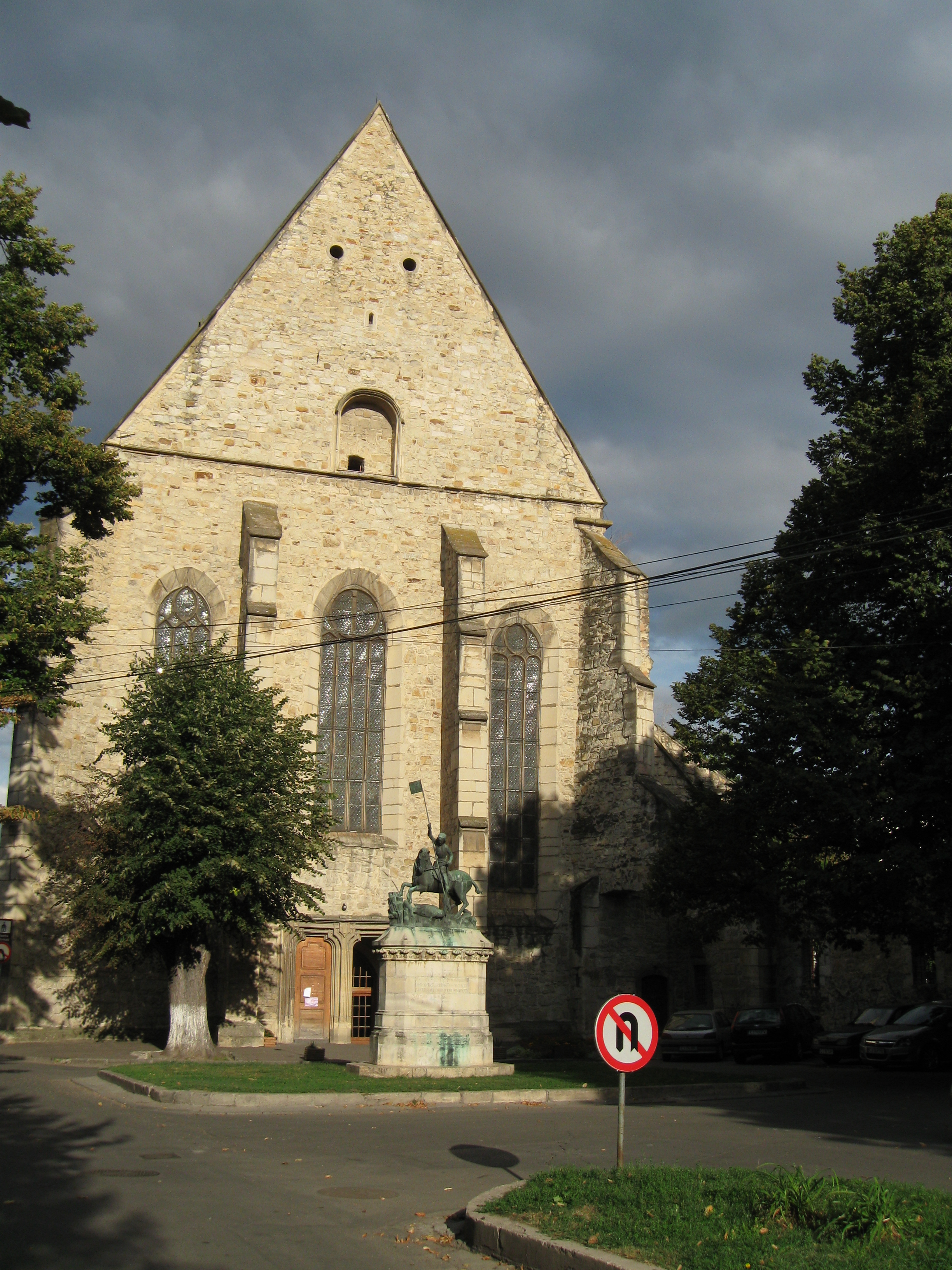
A Farkas utcai református templom Kolozsváron
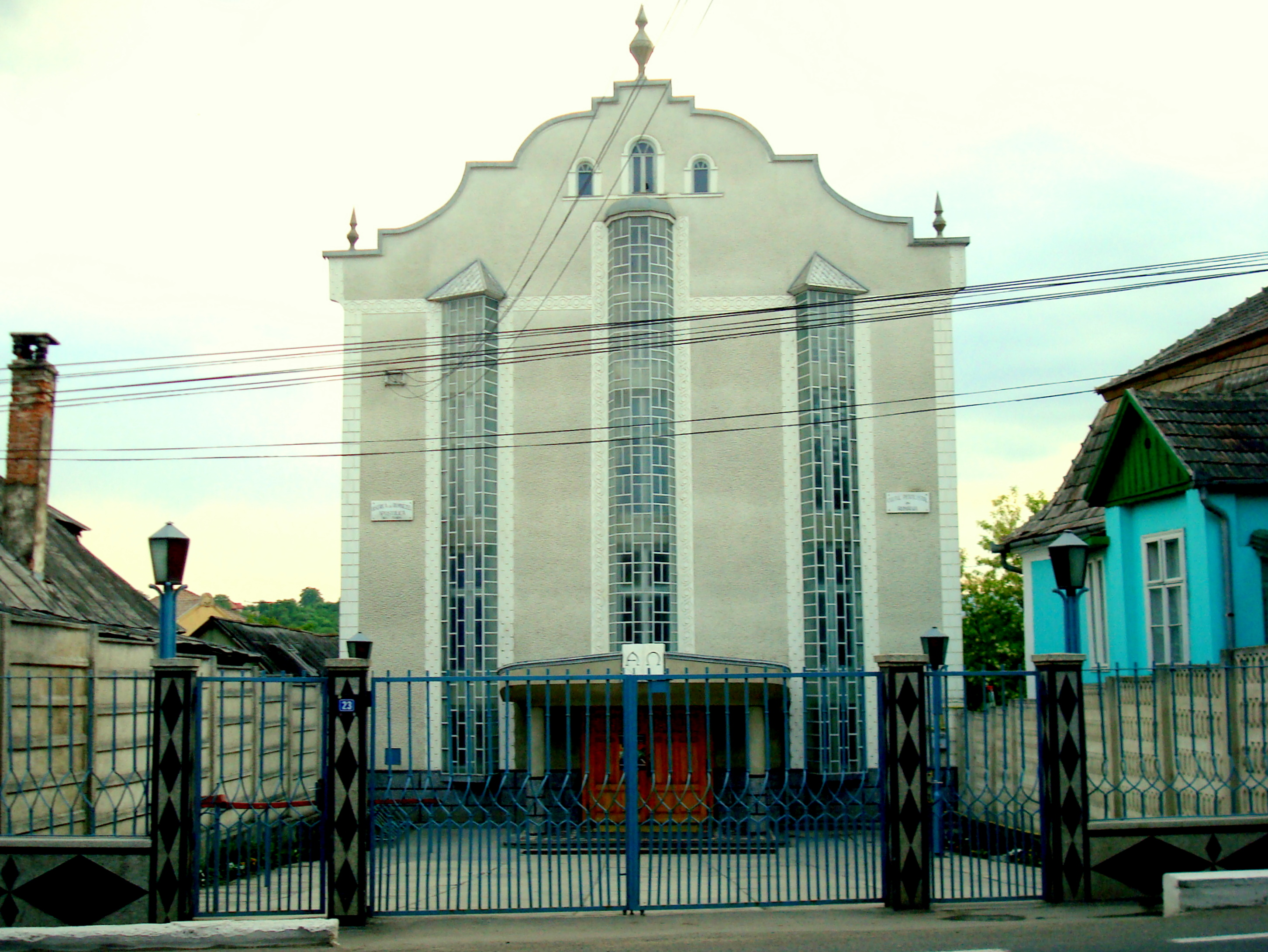
Pünkösdista templom Tordán
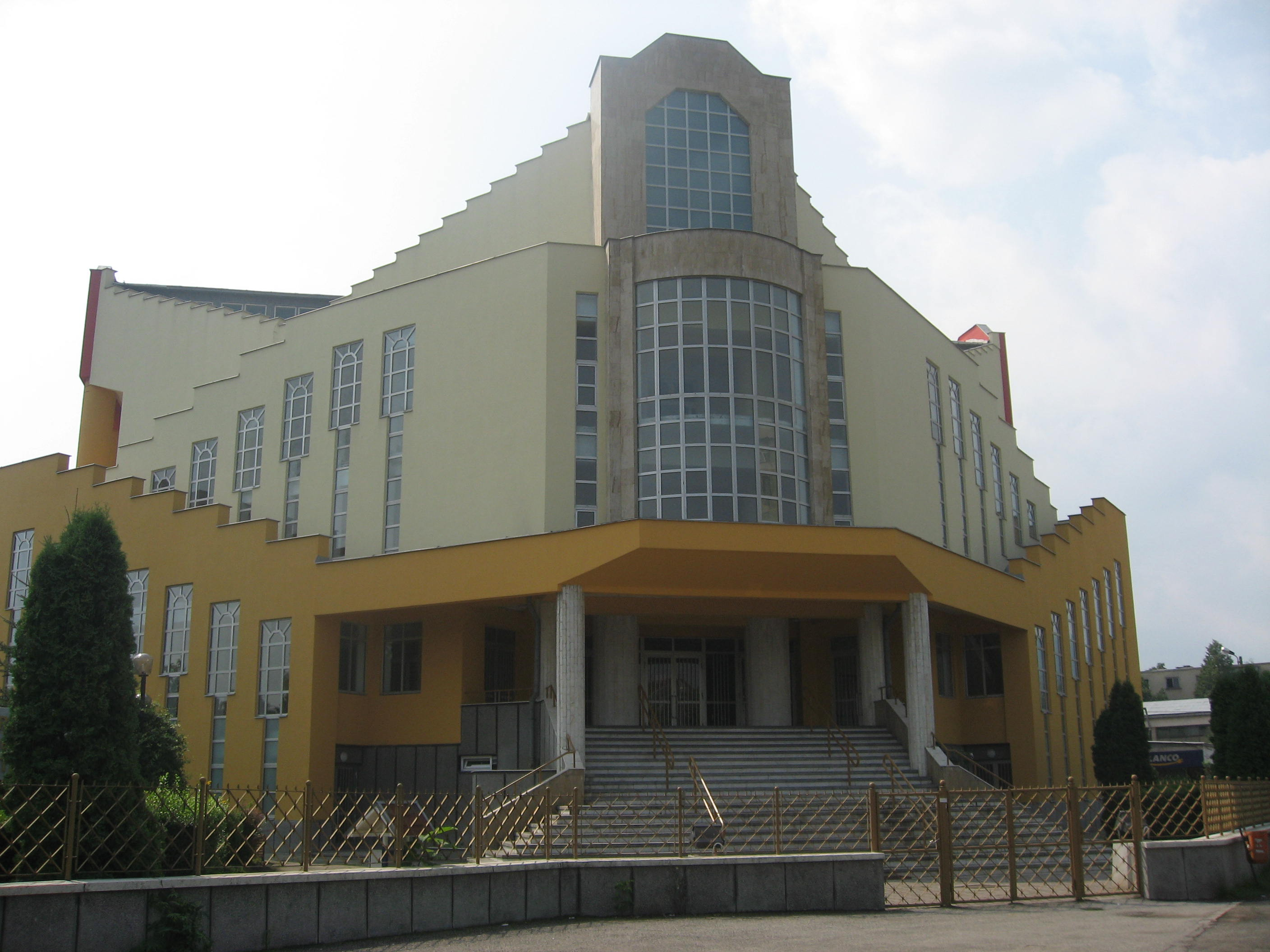
Baptista imaház Déván
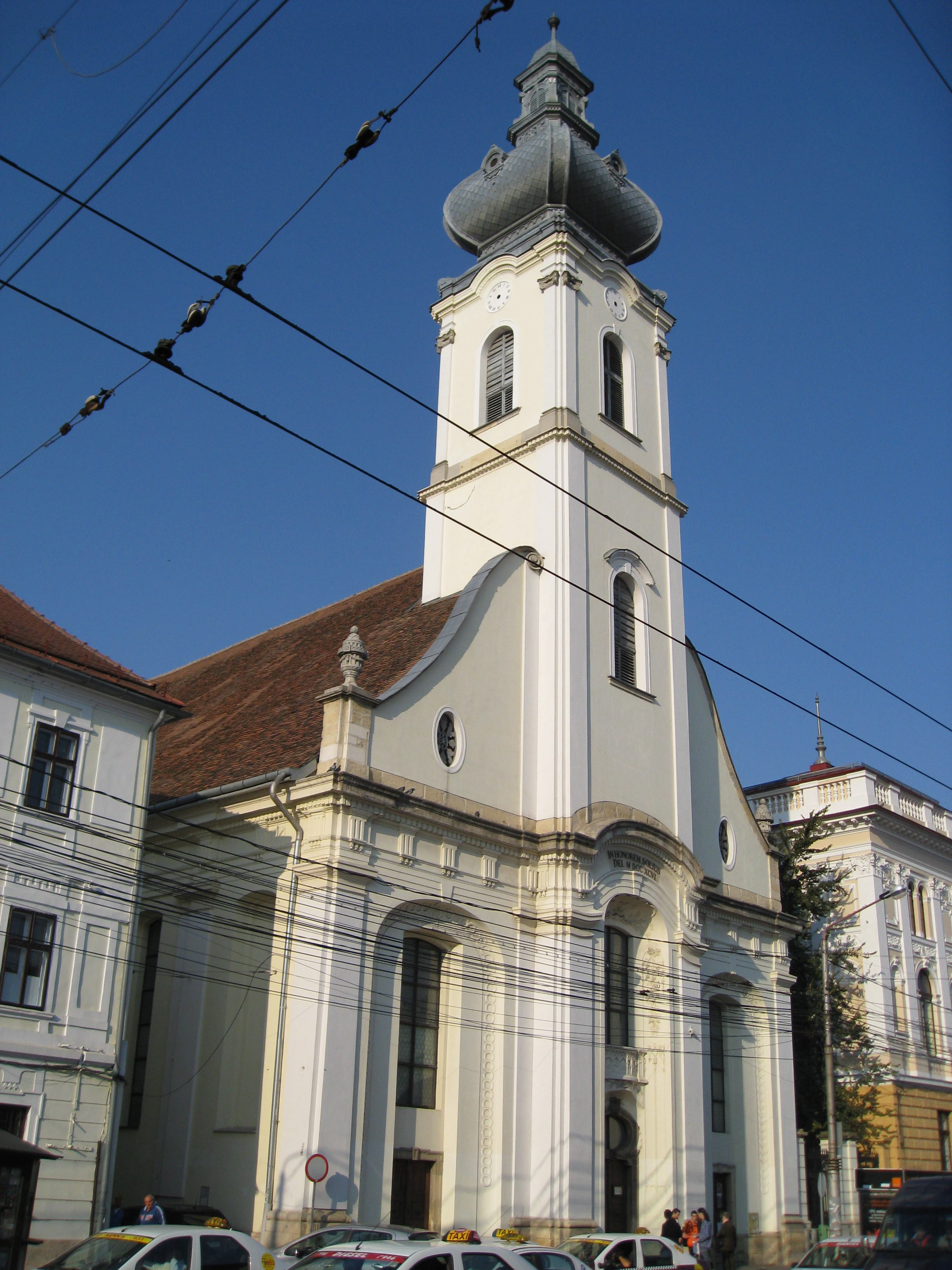
A kolozsvári unitárius templom
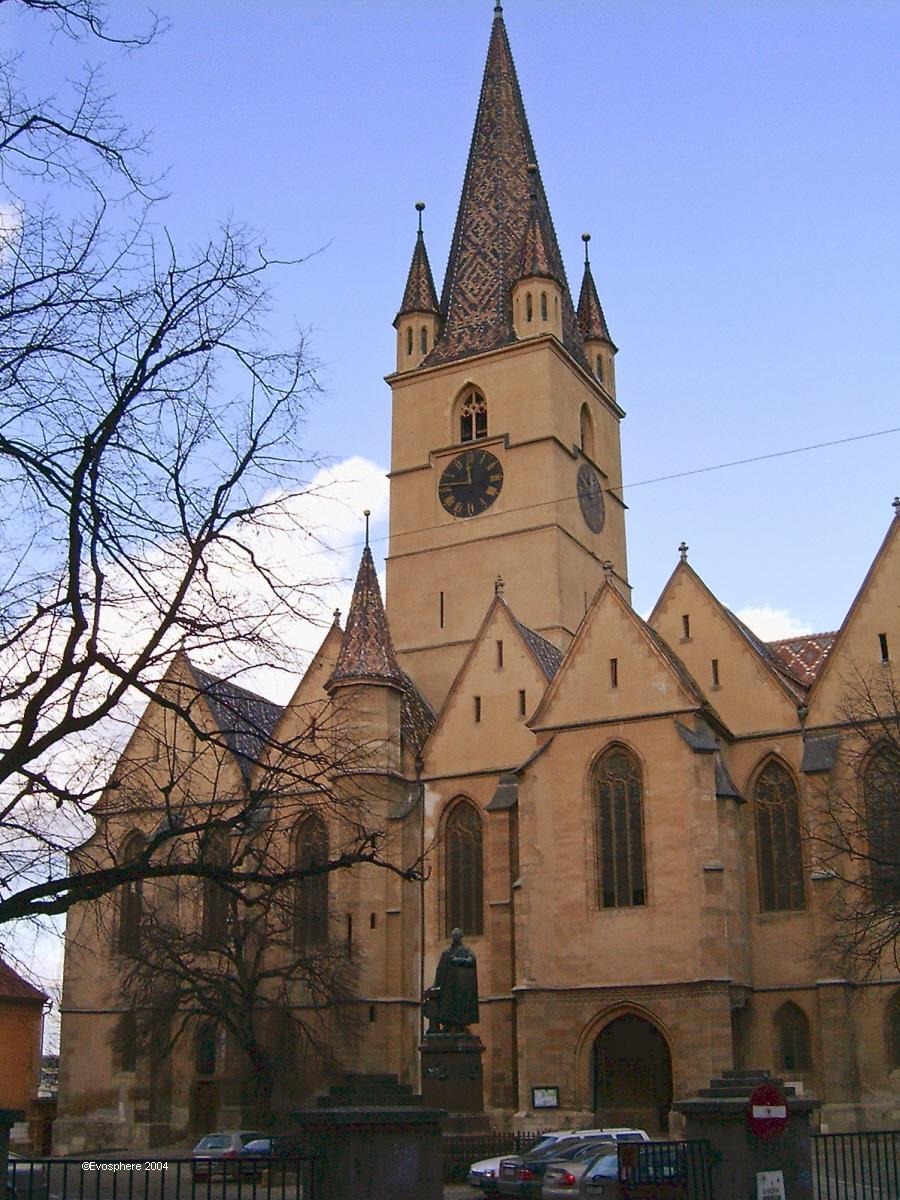
A nagyszebeni evangélikus székesegyház

## Iszlám

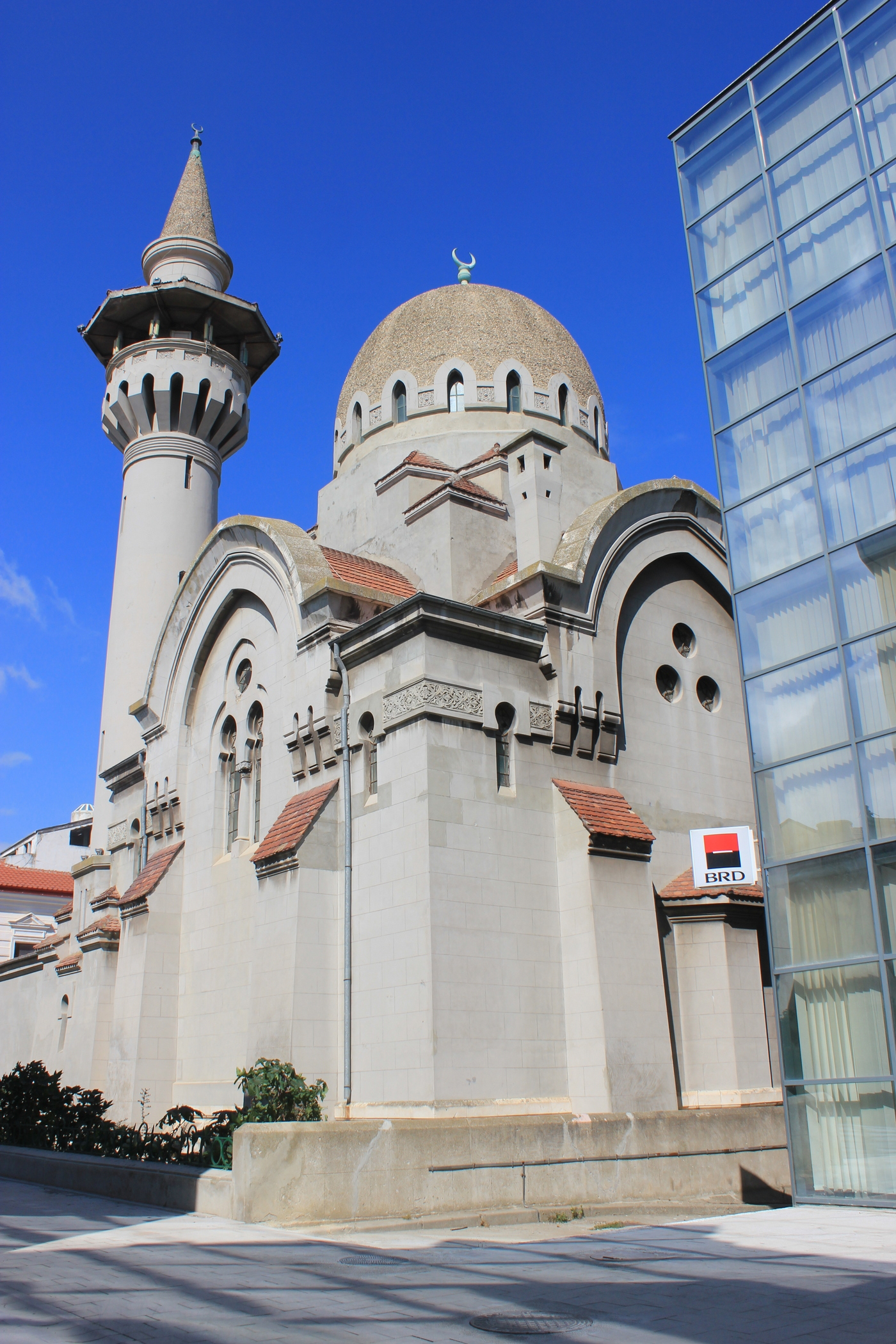
Konstancai nagymecset

Noha az iszlámnak viszonylag kevés híve van az országban, a vallás több száz éves múltra tekint vissza Romániában, különösen Észak-Dobrudzsában, amely mintegy ötszáz évig az Oszmán Birodalom része volt. 1930-ban 185 486 fő, a 2011-es népszámlálás során 64 337 fő vallotta magát az iszlámhoz tartozónak. A romániai muszlimok többsége szunnita.
A romániai muszlimok 97%-a a két észak-dobrudzsai megyében él: 85%-uk Constanța megyében és 12%-uk Tulcea megyében. A többi muszlim olyan városokban lakik mint Bukarest, Brăila, Călărași, Galați, Giurgiu, Drobeta-Turnu Severin. Legtöbbjük tatár, de vannak köztük törökök, albánok, muszlim cigányok és közel-keleti illetve afrikai bevándorlók.

## Judaizmus

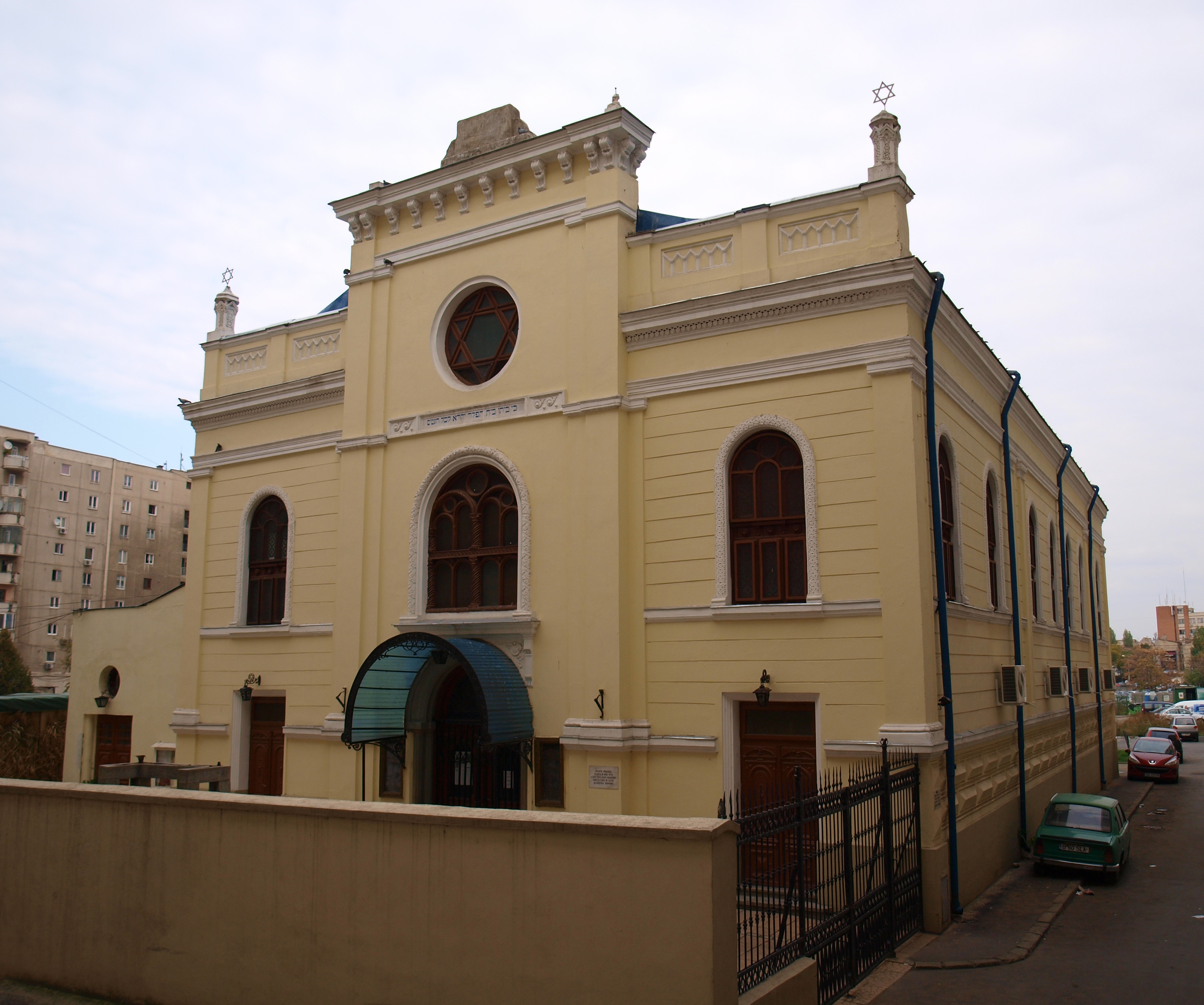
Bukaresti nagy zsinagóga

A zsidóság mintegy kétezer éves múltra tekint vissza a mai Románia területén, azonban demográfiai szempontból csak a 19. század végén, az askenázik bevándorlásával váltak jelentőssé. 1930-ban 728 115 zsidó élt az országban, de számuk a holokauszt és a kommunista rendszer idején történő kivándorlás miatt lényegesen lecsökkent. A 2011-es népszámlálás során már csak 3271 fő vallotta magát zsidó nemzetiségűnek, illetve 3519 fő zsidó vallásúnak. Az országban 78 hitközség létezik, a legnagyobbak Bukarestben, Temesváron, Jászvásáron, Kolozsváron, Galați-ban, Bákóban, Aradon, Nagybányán, Botoşani-ban, Brassóban, Déván és Marosvásárhelyen.

## Más vallások

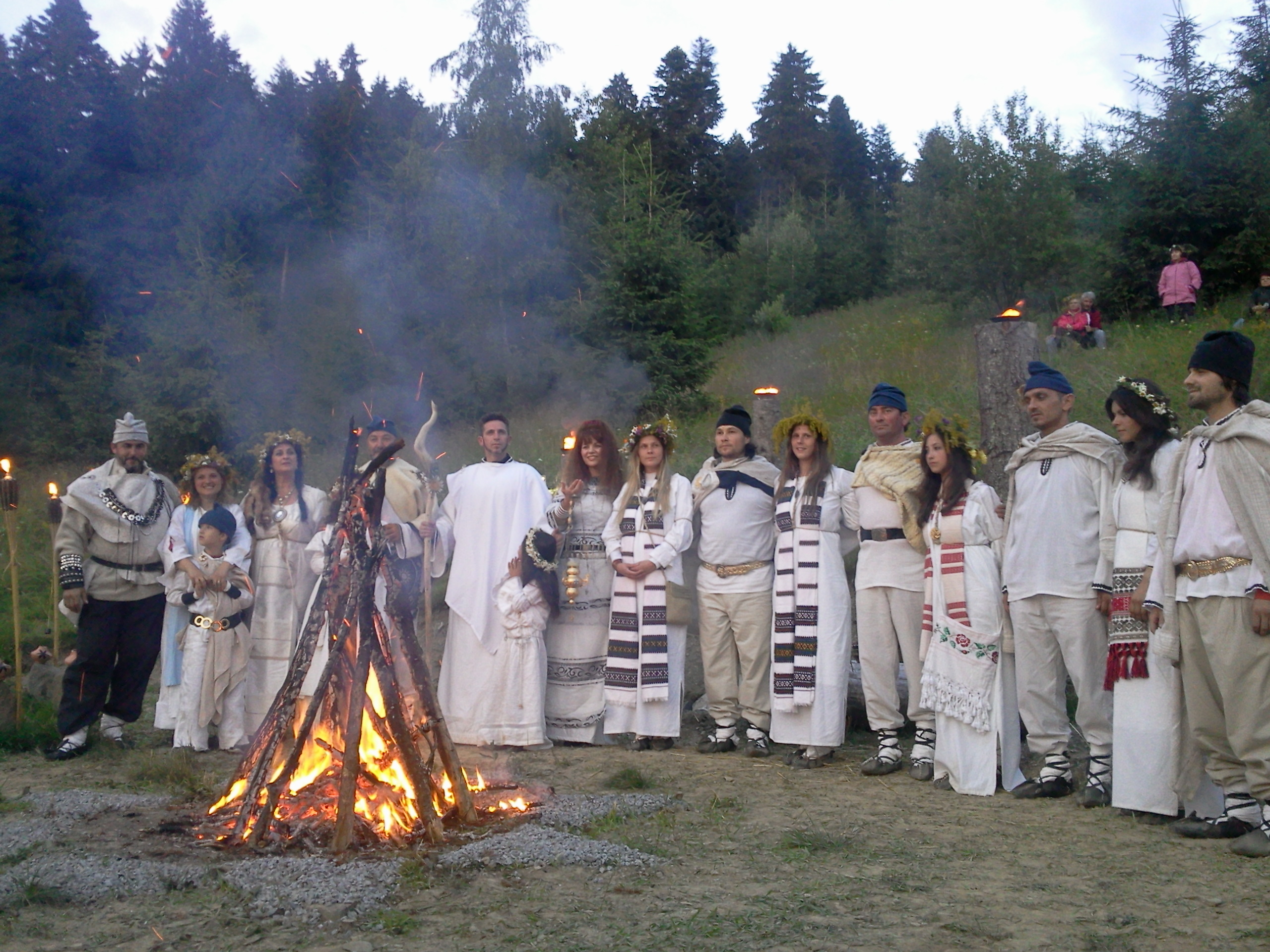
Zalmoxiánus tűzgyűjtási szertartás 2013-ban

Míg 1930-ban 7343 fő vallotta magát más vallásúnak, 2011-ben a számuk 30 557 -re emelkedett. A bejegyzett vallási egyesületek között, amelyek többnyire keresztények, szerepel egy bahái hithez tartozó is. A World Buddhist Directory 2019-ben 16 romániai buddhista csoportot listázott. Az utóbbi évtizedben megjelent újpogány csoportok a zalmoxianizmust vallják, amely Zalmoxis dák főistenről kapta nevét.

## Vallástalanság
A 2011-es népszámlálás során a lakosság elenyésző része, 20 743 fő vallotta magát ateistának és 18 917 fő vallás nélkülinek. A legtöbb ateista Bukarestben és környékén, és általában az ország jómódúbb vidékein lakik (Erdély, Bánság), a legkevesebb pedig Olténiában, Dobrudzsában és Munténia szegényebb megyéiben (Teleorman, Călărași, Ialomița).

## Fordítás
- Ez a szócikk részben vagy egészben  a   Religia în România című román Wikipédia-szócikk ezen változatának fordításán alapul.  Az eredeti cikk szerkesztőit annak laptörténete sorolja fel. Ez a jelzés csupán a megfogalmazás eredetét és a szerzői jogokat jelzi, nem szolgál a cikkben szereplő információk forrásmegjelöléseként.
- Ez a szócikk részben vagy egészben  a   Religion in Romania című angol Wikipédia-szócikk ezen változatának fordításán alapul.  Az eredeti cikk szerkesztőit annak laptörténete sorolja fel. Ez a jelzés csupán a megfogalmazás eredetét és a szerzői jogokat jelzi, nem szolgál a cikkben szereplő információk forrásmegjelöléseként.
- Ez a szócikk részben vagy egészben  a   Religion en Roumanie című francia Wikipédia-szócikk ezen változatának fordításán alapul.  Az eredeti cikk szerkesztőit annak laptörténete sorolja fel. Ez a jelzés csupán a megfogalmazás eredetét és a szerzői jogokat jelzi, nem szolgál a cikkben szereplő információk forrásmegjelöléseként.